# Christian Berge
Christian Berge, né le 19 juillet 1973 à Trondheim, est un ancien joueur de handball norvégien évoluant au poste de demi-centre. Il est désormais entraîneur et est à ce titre sélectionneur de l'équipe nationale de Norvège depuis 2015.

## Biographie
Après avoir commencé sa carrière Trondheim HK puis au Viking HK Stavanger, il rejoint en 1999 le club allemand du SG Flensburg-Handewitt où il évolue pendant sept saisons, remportant notamment un Championnat d'Allemagne en 2004  et, sur la scène européenne, la Coupe des coupes en 2001 avant d'être battu en finale de la Ligue des champions en 2004.
Lors de la finale aller de la Coupe d'Europe des vainqueurs de coupe 2001-2002, de nombreuses violences et altercations ont lieu au point que l'EHF inflige une amende de 5400 euros au BM Cuidad Real, tandis que Veselin Vujović et Rolando Urios (entraineur et joueur de Ciudad Real) ainsi que Christian Berge (joueur de Flensbourg) ont été punis d'une suspension pour respectivement 2 ans, 11 et 9 mois.
Au terme de sa carrière de joueur, il devient entraîneur et prend notamment en main l'équipe nationale de Norvège en 2015 qu'il conduit à ses meilleurs résultats en compétitions internationales, avec une 4e place au championnat d'Europe 2016 et surtout deux titres de vice-champion du monde en 2017 et en 2019.

## Palmarès de joueur

### En clubs
Compétitions internationales
- Finaliste de la Ligue des champions en 2004
- Vainqueur de la Coupe des coupes (1) : 2001
  - Finaliste en 2002

Compétitions nationales
- vainqueur du Championnat du Norvège (1) : 1998
- Vainqueur de la Coupe de Norvège (1) : 2010

- Vainqueur du Championnat d'Allemagne (1) : 2004
  - Vice-champion en 2000, 2003, 2005, 2006
- Vainqueur de la Coupe d'Allemagne (3) : 2003, 2004, 2005
- Vainqueur de la Supercoupe d'Allemagne (1) : 2000

### En sélection
Christian Berge a participé à quatre compétitions internationales :
- 13e place au Championnat du monde 1999 en Égypte
- 8e place au Championnat d'Europe 2000 en Croatie
- 14e place au Championnat du monde 2001 en France
- 11e place au Championnat d'Europe 2006 en Suisse

## Palmarès d'entraîneur

### En clubs
- vainqueur du Championnat du Norvège (3) : 2012, 2013, 2014
- Vainqueur de la Coupe de Norvège (1) : 2010

### En équipes nationales
- 4e place au championnat d'Europe 2016 en Pologne
- Médaille d'argent au championnat du monde 2017 en France
- 7e place au championnat d'Europe 2018 en Croatie
- Médaille d'argent au championnat du monde 2019 en Allemagne
- Médaille de bronze au championnat d'Europe 2020 en Suède, Autriche et Norvège
- 6e place au championnat du monde 2021 en Égypte

## Galerie

Christian Berge au cours du match Norvège - Qatar lors de la Golden League du 10 janvier 2016
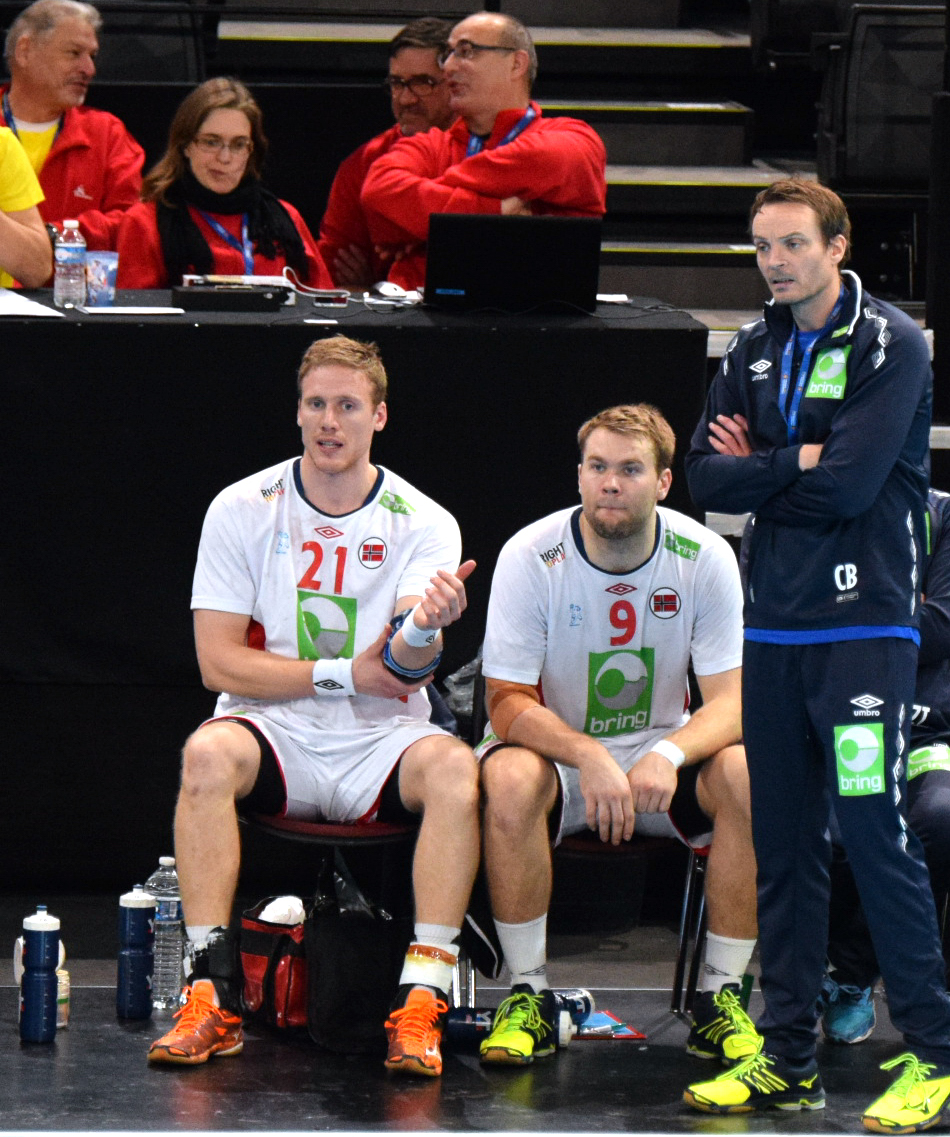
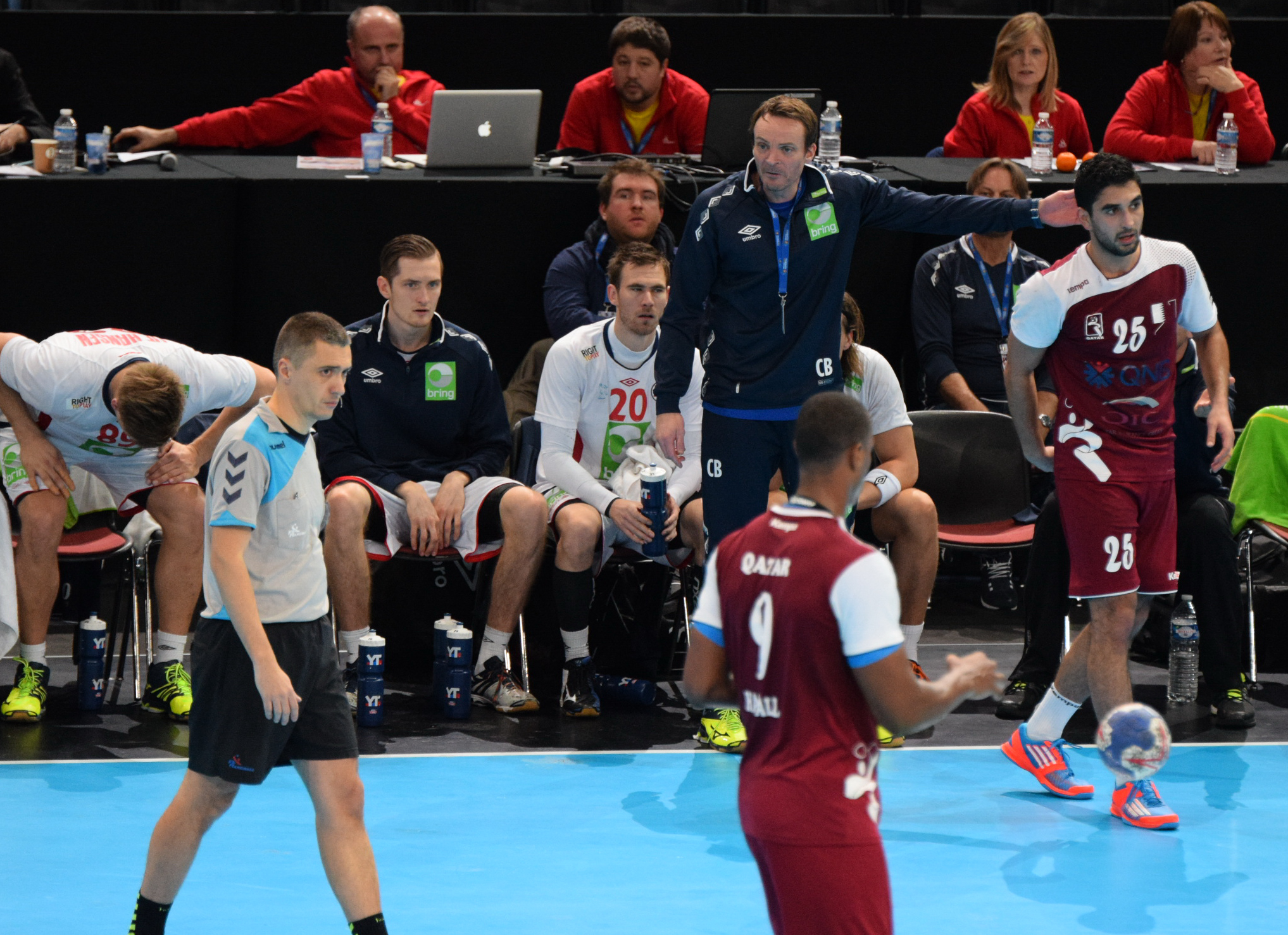
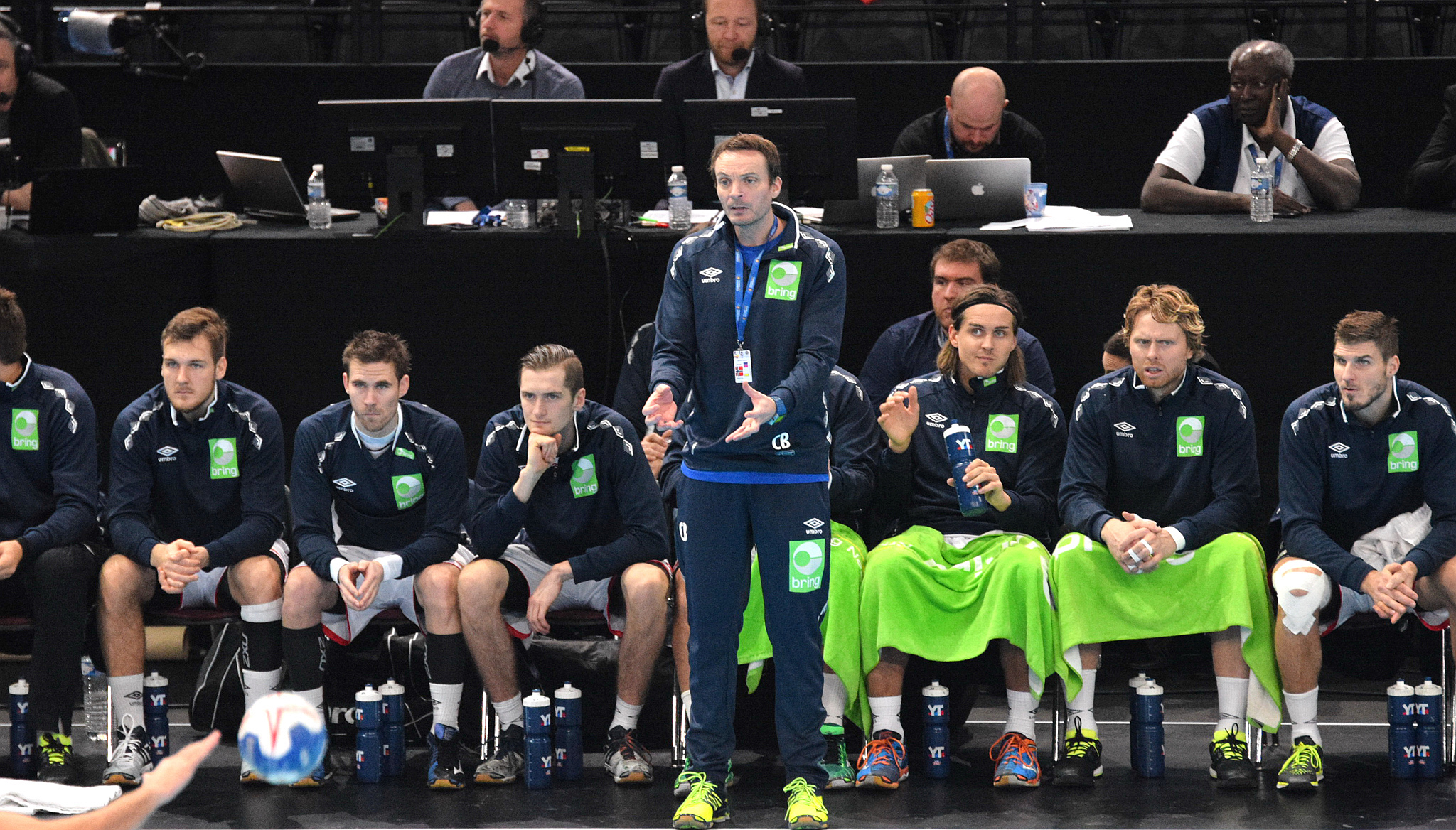
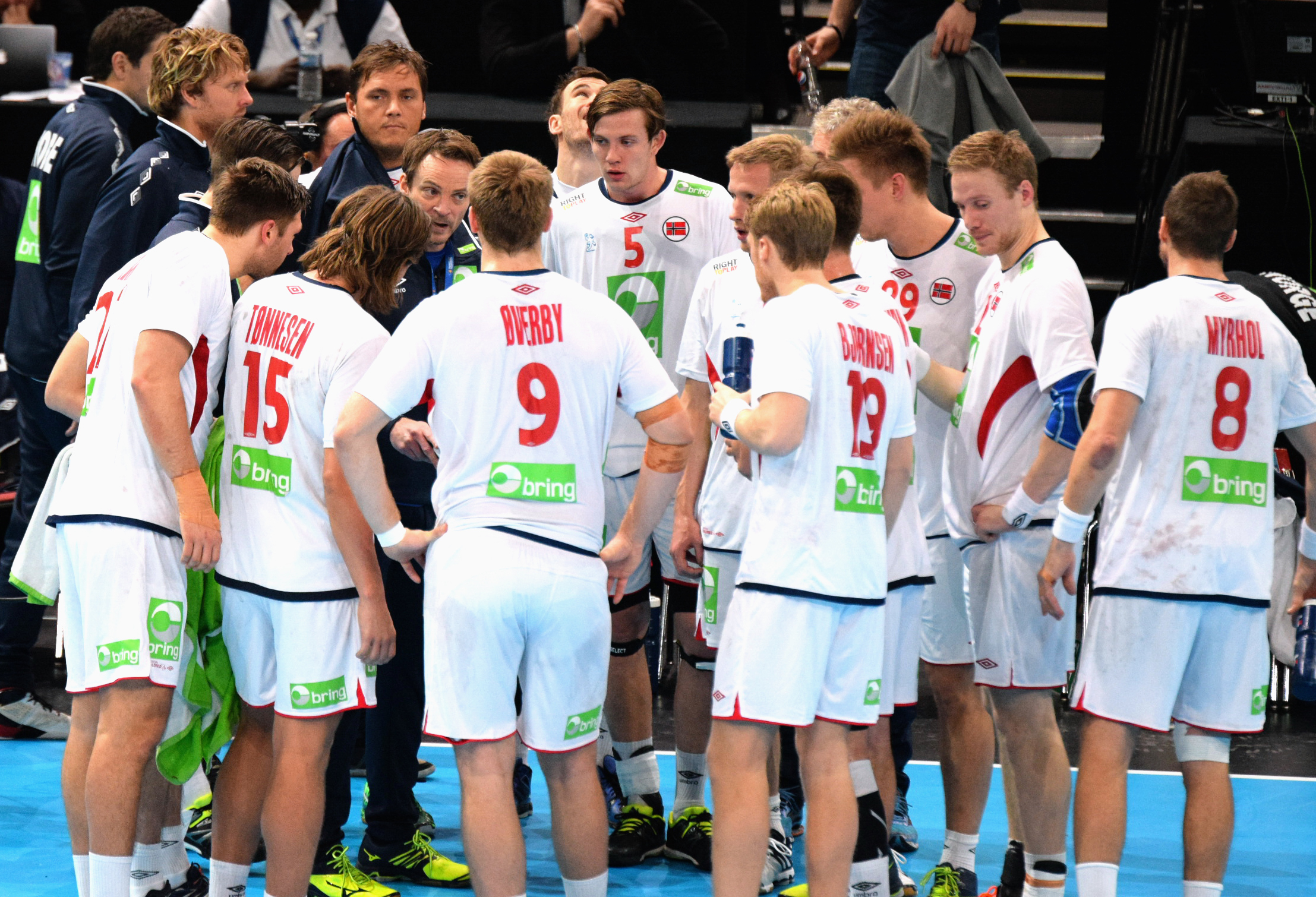